# Dik Voormekaar Show (televisieprogramma)
De Dik Voormekaar Show was een wekelijks televisieprogramma van de TROS in 2009 en werd geschreven en gepresenteerd door André van Duin en Ferry de Groot. Van 1977 tot 1979 was er ook al een televisiereeks van de Dik Voormekaar Show, die toen werd uitgezonden door de NCRV. In die vroegere serie werden de typetjes gespeeld door poppen, terwijl in deze nieuwe serie Van Duin en De Groot grotendeels zichtbaar waren als zichzelf en het programma ook meer de vorm had van een radioprogramma op televisie. Er werden 12 afleveringen uitgezonden.

## Ontstaan
Het is een vervolg op het gelijknamige radioprogramma dat tussen 1973 en 1985 razend populair was bij Radio Noordzee en de NCRV. Het idee om het programma nieuw leven in te blazen ontstond naar aanleiding van een kort optreden dat Van Duin en De Groot op verzoek van Matthijs van Nieuwkerk deden bij De Wereld Draait Door en de daaropvolgende sketch in het theater tijdens de tour van André's Nieuwe Revue, welke beiden erg in de smaak vielen bij het publiek.

## Synopsis
De chaotische opening van het programma is vrijwel iedere week hetzelfde waarbij Van Duin en De Groot klaarzitten in de studio als Dik Voormekaar en Meneer de Groot. Voormekaar probeert fatsoenlijk te starten, maar wordt telkens onderbroken door De Groot met een flauw verhaal of grapje. Eén voor één arriveren vervolgens Bep & Toos, Ome Joop en Harry Nak, waarna men echt kan beginnen. De twee doen improviserend alle stemmetjes door elkaar heen en met behulp van een toetsenpaneel worden de overige geluidjes gemaakt.
Daarnaast heeft het programma een aantal vaste onderwerpen en steeds terugkerende onderdelen en alle typetjes worden hierin gespeeld door André van Duin. Bij de VIP Parade speelt hij er zelfs meerdere door middel van de chromakey, een methode waar hij zelf een enorme liefhebber van is.

## Muziek
De openingsmelodie van het programma is het instrumentale nummer 76 Trombones van componist Meredith Willson.
Tevens maakte Van Duin in het kader van de 71e verjaardag van koningin Beatrix het carnavalsnummer De balletjes van de Koningin. Oorspronkelijk was dit alleen bedoeld ter promotie van de Dik Voormekaar Show, maar door succes werd het uiteindelijk toch nog op single uitgebracht en betekende dit, 15 jaar na het Pizzalied, weer een carnavalshit voor hem.

## Vaste Onderwerpen

### On The Road met De Groot
Meneer de Groot filmt de uitvinder Piet Konijn die zijn prototypes van de vreemdste producten aan de kijkers voorstelt.

### Tele-Theater
(samen met Simone Kleinsma, Jon van Eerd, Rob van de Meeberg, Ron Brandsteder of Marjolijn Touw)
Zoals vanouds speelt Van Duin, gesteund door afwisselende acteurs, een korte humoristische sketch in allerlei soorten en maten.

### VIP Parade
Een Bekende Nederlander heeft een eigen liedje gemaakt en brengt dit ten gehore. Tot nu toe werden al op de hak genomen:
- Jules Deelder draagt een paar gedichten voor onder het muziekje "Schijt maar in een pannetje, schijt maar in mijn hoed. Zo gaat-ie beter, zo gaat-ie goed!"
- Frans Bauer wordt tijdens een studio-opname continu gebeld door Maris met de vraag "Hoe lang is een Chinees?" Dit leidt tot grote ergernis bij zijn manager.
- Herman den Blijker gaat met vier klunzige kandidaten bepalen wie de nieuwe muzikaalste topkok van Nederland wordt, maar alle handelingen zijn te moeilijk.
- Ramses Shaffy wil zijn prachtige hit Pastorale zingen samen met een pop van Liesbeth List. De pianist weet alleen niet wanneer hij de melodie moet inzetten.
- Frank Visser toert door het land, op zoek naar kleine buurtproblemen, en doet gelijk uitspraak, waarna zijn collega's op (nogal) gewelddadige wijze ingrijpen.
- Marc-Marie Huijbregts komt ervoor uit dat hij geen eigen haar heeft, maar een toupet draagt en hij doet dit met 3 knappe boerenmeisjes in een klompendans.
- André Rieu brengt, ondersteund door zijn driekoppige orkest, op zijn viool een speciale ode aan een Weense Wals, maar speelt zelf nog het valst van allemaal.
- Piet Paulusma doet buiten in de storm live verslag van het naderende (niet al te beste) weerbericht, terwijl zijn collega's ons krachtige weerspreuken vertellen.
- Bart Chabot houdt een eigenzinnige toespraak, met komische anekdotes, op zijn leesclub "De Gouden Griffel".
- Peter R. de Vries wordt door zijn twee grootste Chinese fans in een riksja rondgereden en stoort zich mateloos aan het feit dat zij die letter R als L uitspreken.

### Meneer en mevrouw de Bok
(samen met Corrie van Gorp)
Meneer en mevrouw de Bok gaan samen langs bij bijzondere evenementen en/of personen met natuurlijk alle gevolgen van dien.

### Twan de Stuntman
(gepresenteerd door Frits Bom)
Een stuntman die per week nieuwe, gevaarlijke toeren uithaalt. Dit gaat echter nooit goed en hij krijgt het vaak zwaar te verduren.

### 30 Seconden van Meneer de Groot
Hiermee eindigt het programma altijd. Meneer de Groot vertelt een mop of een raadsel, waarna Dik Voormekaar definitief afsluit.
Meestal waren het "olifant-koekjes" grappen die door de kurkdroge manier van brengen van De Groot hilarisch zijn. Voorbeelden:
- Wat is het verschil tussen een koekje en een olifant?

"Een koekje heb je eerder op" / "Een olifant kan je niet in thee dopen" / "Een koekje heeft geen slurf" / "Een olifant kruimelt niet"

## Wisselende onderdelen

### Wijdbeens Report
Jan Wijdbeens bezoekt Bekende Nederlanders in hun dagelijkse leven en doet hier op zijn komische wijze verslag van.

### Gerard Hunzerug
Een columnist uit het dorp van Meneer de Groot die regelmatig komt vertellen wat hij de afgelopen week beleefd heeft.

### De Gleuf van Ome Joop
Een vraag- en problemenrubriek van Ome Joop die meestal door tijdgebrek niet aan bod komt, maar af en toe doorgaat.
Standaard boze reactie van Ome Joop hierop: "Ben ik nou weer voor Jan met de korte achterlul hiernaartoe gekomen? "

## Kijkcijfers
De Dik Voormekaar Show ging op 27 februari 2009 van start en de eerste uitzending trok maar liefst 2,4 miljoen kijkers. Daarna liepen de kijkcijfers hard terug. Sommigen vonden het tegenvallen, meer van hetzelfde of de humor te flauw, maar nog steeds lag het gemiddelde elke week ruim tussen de 900.000 en 1,2 miljoen kijkers.